# João Rodrigues Chaves
João Rodrigues Chaves (1830 — 1902) foi um político brasileiro.
Bacharel pela Faculdade de Direito do Recife em 1853, foi nomeado presidente da província de Santa Catarina por carta imperial de 4 de maio de 1880. Presidiu a província de 7 de julho de 1880 a 9 de março de 1882, passando o cargo ao vice-presidente Joaquim Augusto do Livramento, que completou o mesmo em 5 de abril de 1882. Como vice-presidente do Pará assumiu interinamente a presidência da província, de 28 de agosto a 16 de dezembro de 1882, sendo além disso nomeado presidente da província de Pernambuco em 1885.